# Högsboskolan
Högsboskolan var en grundskola vid Rubelgatan 1 i stadsdelen Högsbotorp i Göteborg. Skolan stod klar 1956 och revs 2013. Den hade kapacitet för cirka 1 000 elever. Skolbyggnaden togs i bruk vid början av vårterminen 1956.

## Historia
I en skrivelse till förvaltningsnämndens byggnadskommitté den 31 december 1951 inkom överläraren i Kungsladugårdsdistriktet med en utredning angående behovet av nya skollokaler inom Järnbrottsområdet samt hemställde att åtgärder snarast behövde vidtagas för uppförande av en ny skola i norra Järnbrott. Den 22 juli 1952 meddelade skolöverstyrelsen, att den funnit behov för 35 klassrum, varav 15 för småskolan, jämte därtill hörande specialsalar och övriga utrymmen samt att statsbidrag skulle utgå för anskaffande av lokalerna.

### Starten
Arkitekterna Sidney White och Per-Axel Ekholm fick i uppdrag att göra skissritningar till den planerade skolan, och den 18 juni 1953 meddelade skolöverstyrelsen att den godkände huvudritningarna till byggnadsförslaget. Ingenjörsbyrån Bergström & Göthberg skulle utföra fullständiga konstruktionsritningar. Hugo Theorells Ingenjörsbyrå fick uppdraget att göra program och ritningar till de värme-, ventilations- och sanitetstekniska anläggningarna och Ingenjörsfirman Karl G. Eliasson att göra ritningar med mera för de elektriska installationerna. Kostnaden för skolans uppförande blev närmare 4 miljoner kronor. Efter framställning av skolstyrelsen den 28 september 1953 beviljade Göteborgs stadsfullmäktige den 19 november 1953 ett anslag med 4 070 000 kronor till uppförande av skolbyggnaden samt 422 000 kronor till inventarier och 80 000 kronor till undervisningsmateriel. Kungl. Maj:t beviljade den 14 maj 1954 statsbidrag till skolanläggningen med 1 210 000 kronor, varav högst 12 300 kronor för inventarier till 35 klassrum samt högst 13 300 kronor för inventarier till gymnastik- och slöjdlokaler. Arbetsmarknadsstyrelsen beviljade den 25 maj 1954 byggnadstillstånd, och igångsättningstillstånd av Länsarbetsnämnden fick man den 29 juli 1954. Arbetena på den cirka 20 800 kvadratmeter stora tomten nr 3 i kvarteret 64 Limmet, påbörjades i juni 1954.

### Bygget
Skolanläggningen utformades efter en för Göteborg ny typ. Undervisningssalarna var förlagda i mindre enheter med en sal på var sida av ett trapphus, som hade separata ingångar och var i markplanet förbundna med en huvudsakligen 2 meter bred korridor. Av skolans 35 klassrum var 28 placerade i 7 enheter om 4 klassrum i varje, utefter Guldmyntsgatan. Klassrummen var förlagda till botten- och övervåningen. I en suterrängvåning fanns lärarrum, rum för tillsynslärare, bibliotek, handarbetssalar, naturkunnighetssal samt ett provisoriskt skolkök eller hemkunskapsrum. Övriga 7 klassrum samt 2 slöjdsalar var förlagda i två byggnader, som låg i vinkel mot den långa klassrumslängan. Dessa vinkelbyggnader var 2 våningar höga. I en tredje envånings vinkelbyggnad, fanns en samlingssal för 350 personer. Mellan vinkelbyggnaderna låg skolgårdarna. Gymnastikbyggnaden låg som en fortsättning – intill den nordvästligaste vinkelbyggnaden till klassrumslängan – och innehöll i bottenvåningen omklädnadsrum och i övervåningen 2 gymnastiksalar på vardera 10x18 meter. 
Högsboskolan bestod av följande byggnader: Klassrumsbyggnad, samlingssalsbyggnad, gymnastikbyggnad, bespisningsbyggnad och vaktmästarebostad.

## Konstruktion
Byggnaderna var grundlagda på grundmurar till berg. Grund- och källarmurar var av armerad betong. Ytterväggarna bestod av 25 cm lättbetong med ½-stens kanalmurad röd fasadsten av Slottsmöllans fabrikat. Bärande innerväggar var av tegel, bjälklagen av armerad betong. Samlingssalsbyggnaden hade väggar av betong isolerade med lättbetong, på utsidan spritputsad och insidan slätputsad. Socklarna för hela skolan var av slät betong. Trapporna var utförda av färdiggjutna så kallade Herrljungatrappor, med cementmosaik på planstegen. Även trapplanerna var belagda med cementmosaik. 
Folk- och småskolebyggnadernas yttertak bestod av armerade siporexplank och underhållsfri takpapp. Gymnastikbyggnaden, byggnaden för läkare och tandklinik samt vaktmästarebostaden hade trätakstolar, takpanel av trä samt underhållsfri papp. Samlingssalsbyggnadens yttertak, som var av trä med underhållsfri takpapp, bars upp av Smedjebackens SVR-balkar. Gymnastiksalarna hade ett ljudabsorberande innertak, som bestod av 1 tums träpanel med 1 cm mellanrum och på ovansidan täckt med mineralull. Golven i gymnastiksalarna var av ett något fjädrande trägolv, benämnt Elastikgolv. Väggarna i byggnaderna var invändigt putsade utom i trappor, kapprum och korridorer som hade röd fasadsten. Elevtoaletter, bespisningskök, samt dusch i gymnastikbyggnaden hade glacerade modulklinker.  
Golven i vissa lokaler i huvudbyggnaden, som låg direkt på mark, gjordes till så kallade varma golv genom att rörslingor för varmvatten ingöts i dessa.

## Slutet
Ett minskat elevantal ledde till att Högsboskolan lades ned hösten 2008, men under åren 2009-2010 var elever från Flatåsskolan evakuerade hit, då deras skola renoverades. Också G-verksamheten – en skola för barn och unga med neuropsykiatriska funktionsnedsättningar – fanns kvar i skolan till augusti 2011. Kontraktet för skolan sades då upp av stadsdelsnämnden Askim-Frölunda-Högsbo. Deras bedömning var att lokalerna inte behövdes i framtiden. Därefter och fram till rivningen 2013, fanns ingen officiell verksamhet i skolan.   